# For the Cause of Suffrage
For the Cause of Suffrage er en amerikansk stumfilm fra 1909 af Georges Méliès.